# Flash Gordon (film, 1980)
Cet article concerne le film de Mike Hodges. Pour le film de Frederick Stephani et Ray Taylor, voir Flash Gordon.
Pour les articles homonymes, voir Flash Gordon (homonymie).
Pour plus de détails, voir Fiche technique et Distribution.
Flash Gordon ou Guy l'Éclair au Québec est un film de science-fiction américano-britannique réalisé par Mike Hodges, sorti en 1980. Il s'inspire du comic strip du même nom (publié en France sous le titre Guy l'éclair), créé par Alex Raymond en 1934.

## Synopsis
Sur Terre, la star du football Gregory « Flash » Gordon, jeune star de football américain des Jets de New York, monte à bord d'un petit avion où il rencontre l'agent de voyage Dale Arden. Le ciel s'obscurcit et des morceaux de la lune tombent sur terre en une pluie de météores quand l'avion décolle. En plein vol, le cockpit est frappé par une météore et les pilotes meurent. Flash prend le contrôle et parvient à faire un atterrissage d'urgence dans une serre appartenant à l'ancien scientifique de la NASA, le Dr Hans Zarkov. Zarkov pense que les catastrophes sont causées par une attaque extra-terrestre poussant la Lune vers la Terre. Il a secrètement construit un vaisseau spatial pour enquêter sur le phénomène. Incapable de le faire seul, Zarkov attire Flash et Dale à bord. La fusée décolle avec eux vers un "vortex impérial" d'où ils sortent puis atterrissent sur la planète Mongo. Ils y sont capturés par des soldats qui les emmènent dans un palais gigantesque. Ils y rencontrent un tyran intergalactique, l'empereur Ming tout puissant qui pour soulager son ennui commence la destruction de la Terre en provoquant à distance des catastrophes naturelles. Il souhaite faire de Dale sa nouvelle concubine. « Flash » tente de s'y opposer mais Ming le fait arrêter par ses sbires et ordonne son exécution. Quant au Dr Zarkov, il est confié à Klytus, l'âme damnée de l'empereur, qui est chargé de lui faire subir un lavage de cerveau pour le forcer à les servir.
À la dernière minute, la fille de Ming, la princesse Aura, qui elle non plus n'est pas insensible aux charmes des Terriens, sauve Flash. Aura et Flash s'enfuient vers Arboria, « Flash » réussit toutefois à convaincre qu'il est amoureux de Dale, aussi la princesse décide de le confier à la garde de son amant, le prince Barin. Enfermé dans la chambre de Ming, Dale s'échappe et Zarkov est envoyé pour l'intercepter. Cependant, Zarkov révèle qu'il a résisté au lavage de cerveau et s'échappe de Mingo City avec Dale. Ils sont rapidement capturés par les hommes-faucons du prince Vultan et emmenés à Sky City. Pndant ce temps, en proie à la jalousie, le prince Barin tente d'éliminer « Flash » et l'oblige à jouer à un jeu de hasard mortel. Avec toutes les chances contre lui, Flash profite de cette opportunité pour s'échapper. Alors qu'il le poursuit, les deux hommes se retrouvent cernés par les hommes-faucons de son rival, le prince Vultan. Ceux-ci les emmènent captifs dans leur repaire, où « Flash » retrouve Dale et le Dr Zarkov.
Aura revient à Mingo city où elle est faite prisonnière et torturée par Klytus et le général Kala pour sa trahison. Pendant ce temps, Ming prépare son mariage avec Dale. Sur Sky City, Flash est obligé de combattre Barin dans un match à mort. Cependant, Flash le sauve à la place de l'achever, obligeant Barin à le rejoindre. Klytus arrive, Flash et Barin le tuent. Sachant que cela entraînera des représailles, Vultan et les hommes-faucons évacuent, laissant derrière eux Barin, Flash, Dale et Zarkov. Le navire de Ming arrive puis capture Barin, Zarkov et Dale. Impressionné par Flash, Ming lui offre la seigneurie de la Terre en échange de sa loyauté. Flash refuse et Ming donne l'ordre de détruire le royaume de Vultan avec Flash resté seul sur la ville aérienne. Trouvant un engin volant, Flash s'échappe avant que Sky City ne soit détruite.
Flash contacte Vultan et préparent ensemble une attaque contre Mingo City. Pour défendre la ville, le général Kala envoie le vaisseau de guerre Ajax, qui est rapidement saisi par les hommes-faucons. Pendant ce temps, la princesse Aura échappe à sa garde et libère Barin et Zarkov de leur chambre d'exécution. Flash et les hommes-faucons attaquent Mingo City avec l' Ajax  et Kala active les défenses alors que le mariage de Ming et Dale commence. Le champ de force de Mingo City ne peut être pénétré qu'en y faisant passer l' Ajax  à une vitesse suicidaire. Flash se porte volontaire pour rester à la barre pour assurer le succès et permettre aux hommes-faucons d'envahir la ville.
Barin et Zarkov entrent dans la salle de contrôle et affrontent Kala. Dans le combat qui s'ensuit, Barin lui tire dessus et le tue. Après avoir combattu les gardes de Ming, Barin parvient également à désactiver le champ de force avant que l' Ajax  ne le frappe. Flash fait s'écraser le vaisseau dans la salle de mariage du palais et y empale Ming. Flash propose d'épargner sa vie s'il arrête l'attaque sur Terre. Ming refuse et tente d'utiliser son anneau de puissance sur Flash, mais il échoue et rien ne se passe. Il vise ensuite l'anneau sur lui-même et est apparemment vaporisé par sa puissance restante. Une célébration de la victoire s'ensuit.
Barin et Aura deviennent les nouveaux dirigeants à la place de Ming. Barin nomme Vultan le général de leurs armées. Flash, Dale et Zarkov discutent d'un retour sur Terre. Zarkov dit qu'il ne sait pas comment ils vont revenir, mais ils vont essayer.
Pendant ce temps, la bague de Ming est ramassée par une personne invisible. Le rire diabolique de Ming se fait entendre peu après.

## Fiche technique
Sauf indication contraire, les informations mentionnées dans cette section peuvent être confirmées par la base de données cinématographiques IMDb,  présente dans la section « Liens externes ».
- Titres original et français : Flash Gordon
- Titre québécois : Guy l'Éclair
- Réalisation : Mike Hodges, assisté de Brian W. Cook
- Scénario : Lorenzo Semple Jr., adaptation de Michael Allin, d'après le comic strip  créés par Alex Raymond
- Musique : Queen[2] et Howard Blake[3]
- Direction artistique : John Graysmark
- Décors : Danilo Donati
- Costumes : Danilo Donati
- Photographie : Gilbert Taylor
- Montage : Malcolm Cooke
- Production : Dino De Laurentiis ; Bernard Williams[4]
- Sociétés de production : Starling Films[5] et Dino De Laurentiis Company[1]
- Sociétés de distribution : EMI Distribution (Royaume-Uni), Universal Pictures (États-Unis), AMLF (France)
- Budget : ~ 35 000 000 de dollars (soit ~ 25 000 000 d'euros)[réf. souhaitée]
- Pays de production :  États-Unis /  Royaume-Uni
- Langue originale : anglais
- Format : couleur - 2.35 : 1 CinemaScope - Dolby Surround - 35 mm
- Genre : science-fiction
- Durée : 108 minutes
- Dates de sortie : 
  - États-Unis, Québec[6] : 5 décembre 1980
  - Royaume-Uni : 11 décembre 1980
  - France : 28 janvier 1981

## Distribution
- Sam J. Jones (VF : Michel Paulin) : Gregory « Flash » Gordon
- Melody Anderson (VF : Sylvie Feit) : Dale Arden
- Ornella Muti (VF : Monique Thierry) : la princesse Aura
- Max von Sydow (VF : François Chaumette) : l'empereur Ming
- Topol (VF : Henri Poirier) : le Dr Hans Zarkov
- Timothy Dalton (VF : Bernard Murat) : le prince Barin
- Brian Blessed (VF : Med Hondo) : le prince Vultan
- Peter Wyngarde (VF : Jacques Thébault) : Klytus
- Mariangela Melato (VF : Micheline Dax) : Kala
- John Osborne (VF : Louis Arbessier) : le père feuillage d'Arboria
- Richard O'Brien (VF : Daniel Brémont) : Fico
- John Hallam (VF : Sady Rebbot) : Luro
- Philip Stone (VF : Georges Riquier) : Zogi, le grand prêtre
- Suzanne Danielle : la servante de Ming
- William Hootkins (VF : Antoine Marin) : Munson
- Paul Bentall (VF : Daniel Gall) : le pilote du vaisseau de Klytus
- John Hollis (VF : Georges Atlas) : l'observateur
- Leon Greene (VF : Jacques Deschamps) : le colonel de la salle de contrôle
- George Harris (VF : Serge Sauvion) : le prince Thun d'Ardentia
- Deep Roy : Felinie, l'animal de compagnie de la princesse Aura
- Peter Duncan (VF : François Leccia) : le jeune initié
- John Morton : le pilote de l'avion
- Burnell Tucker : (VF : Bernard Woringer) : le copilote de l'avion
- Robbie Coltrane : l'homme sur le terrain d'aviation
- Kenny Baker : un nain
- Jim Carter : l'Homme Azur

## Production
Le tournage a lieu à Londres sur des plateaux spéciaux construit pour 3 millions d'USD.

### Autour du film
- Le tournage débute en Angleterre le 6 août 1979. Il se déroule sur six mois, dans les studios de Shepperton et à Brooklands dans le Surrey.
- Le costume de l'empereur Ming pesant plus de 30 kg, Max von Sydow ne peut le porter que le temps d'une prise.
- Le rôle-titre du film était originellement destiné à Arnold Schwarzenegger, mais, l'acteur ayant un fort accent autrichien, la production a préféré le remplacer par Sam J. Jones[8]. En outre, Schwarzenegger est alors occupé par la dernière compétition de culturisme de sa carrière, qu'il remporte : son 7e et dernier titre de Mr. Olympia.
- Flash Gordon fait partie intégrante de l'histoire du film Ted (2012).

### Musique
Le film bénéficiant d'un important budget, la bande originale fut composée et interprétée par le groupe de rock Queen.
1. Flash's Theme - 3.31
2. In The Space Capsule (The Love Theme) - 2.43
3. Ming's Theme (In The Court Of Ming The Merciless) - 2.41
4. The Ring (Hypnotic Seduction Of Dale) - 0.57
5. Football Fight - 1.28
6. In The Death Cell (Love Theme Reprise) - 2.25
7. Execution Of Flash - 1.06
8. The Kiss (Aura Resurrects Flash) - 1.45
9. Arboria (Planet Of The Tree Men) - 1.42
10. Escape From The Swamp - 1.43
11. Flash To The Rescue - 2.44
12. Vultan's Theme (Attack Of The Hawk Men) - 1.13
13. Battle Theme - 2.18
14. The Wedding March - 0.56
15. Marriage Of Dale And Ming (And Flash Approaching) - 2.04
16. Crash Dive On Mingo City - 1.00
17. Flash's Theme Reprise (Victory Celebrations) - 1.24
18. The Hero - 3.31

## Accueil

### Box-office
- États-Unis ~ 27 107 960 $ US
- France ~ 1 189 860 entrées

## Distinctions

### Nominations
- Saturn Award 1981 :
  - Meilleurs costumes
  - Meilleur film de science-fiction
  - Meilleur acteur dans un second rôle
- BAFTA 1981 :
  - Meilleurs costumes
  - Meilleure musique du film
  - Meilleur designer artistique
- Razzie Awards 1981 : Pire acteur pour Sam J. Jones

## Reprise du film
Variety annonce, en août 2004, que le réalisateur américain Stephen Sommers projetterait une nouvelle réalisation de Flash Gordon pour Universal Pictures. En avril 2014, la production 20th Century Fox a acheté les droits du comic strip et le scénario est confié à J.D. Payne et Patrick McKay, qui seront aussi les scénaristes du prochain Star Trek.

## Adaptations en bandes dessinées
- États-Unis :

Le film a aussi été adapté en bandes dessinée aux États-Unis sur un scénario de Bruce Jones et des dessins d'Al Williamson de grand format broché en couverture souple 21 x 29 cm de 64 pages en couleurs et édité par Golden Press. Il est sorti en mai 1980.
- France :

La bande dessinée américaine a été adaptée en France sous forme de livre broché ou relié chez deux éditeurs français :
- Reliée : Edition Les Deux Coqs d'or sous le titre Guy l'éclair - Le livre du film
- Brochée : Dynamisme Presse Edition sous le titre Guy l'éclair - Flash Gordon Spécial